# Mérens, Gers
Mérens är en kommun i departementet Gers i regionen Occitanien i sydvästra Frankrike. Kommunen ligger i kantonen Jegun som tillhör arrondissementet Auch. År 2022 hade Mérens 68 invånare.

## Befolkningsutveckling
Antalet invånare i kommunen Mérens
Referens:INSEE